# Нетайлово
Нета́йлово (укр. Нетайлове) — село в Покровском районе Донецкой области Украины.

## Население
Население по данным всеукраинской переписи 2001 года составляло 1141 человек.

## История
На планах генерального межевания Бахмутского уезда Российской империи (1830) в этом месте на левом берегу речки Водяной (левый приток реки Волчья) обозначена деревня Бурьяновка. На карте Стрельбицкого (1862) Бурьяновка меняет название на Нитайловку.
В Списках населённых мест Бахмутского уезда Екатеринославской губернии Российской империи (1861—1885) поселение значится как владельческая деревня Нетайловка, имеющая 14 дворов, 54 жителя мужского пола и 60 женского.
В советское время в селе действовал Государственный племенной птицезавод имени В. Чкалова. На этом заводе трудились Герои Социалистического Труда птичницы Галина Ивановна Диденко и Ульяна Петровна Панчеха.
С мая 2024 года находится под оккупацией России в результате российского вторжения на Украину.